# Pandanus stoloniferus
Pandanus stoloniferus är en enhjärtbladig växtart som beskrevs av Harold St.John. Pandanus stoloniferus ingår i släktet Pandanus och familjen Pandanaceae. Inga underarter finns listade.